# LU-розклад матриці
LU-розклад матриці — представлення матриці у вигляді добутку нижньої трикутної матриці та верхньої трикутної матриці.
Квадратна матриця A розміру n може бути представлена у вигляді 
{\displaystyle \ A=LU,}
де L та U — нижня та верхня трикутна матриця того ж розміру відповідно.
LDU-розклад матриці — це представлення у вигляді 
{\displaystyle \ A=LDU,}
де D — діагональна матриця, а L та U є одиничними трикутними матрицями, тобто, всі їх діагональні елементи рівні одиниці.
LUP-розклад матриці — це представлення в формі
{\displaystyle \ A=LUP,}
де L та U — нижня та верхня трикутна матриця того ж розміру, а P — матриця перестановки.

## Опис
{\displaystyle A={\begin{pmatrix}a_{11}&a_{12}&\dots &a_{1n}&\\a_{21}&a_{22}&\dots &a_{2n}&\\\vdots &\vdots &\ddots &\vdots &\\a_{n1}&a_{n2}&\dots &a_{nn}&\\\end{pmatrix}}={\begin{pmatrix}a_{11}&w^{t}&\\v&A'&\\\end{pmatrix}}={\begin{pmatrix}1&0&\\v/a_{11}&I_{n-1}&\\\end{pmatrix}}{\begin{pmatrix}a_{11}&w^{T}&\\0&A'-{\frac {v\times w^{t}}{a_{11}}}&\\\end{pmatrix}}={\begin{pmatrix}1&0&\\v/a_{11}&I_{n-1}&\\\end{pmatrix}}{\begin{pmatrix}a_{11}&w^{T}&\\0&L'U'&\\\end{pmatrix}}={\begin{pmatrix}1&0&\\v/a_{11}&L'&\\\end{pmatrix}}{\begin{pmatrix}a_{11}&w^{T}&\\0&U'&\\\end{pmatrix}}=LU}
Матриця {\displaystyle A'-v\times w^{t}/a_{11}} називається доповненням Шура для {\displaystyle A} щодо {\displaystyle a_{11}.}
Метод не працює якщо один з {\displaystyle a_{ii}=0,} тому що відбувається ділення на нуль. Елементи, на які ми ділимо впродовж {\displaystyle LU}-розкладу, називаються опорними і перебувають на головній діагоналі матриці {\displaystyle U.} Ми використовуємо матрицю перестановки {\displaystyle P} у {\displaystyle LUP}-розкладі задля уникнення ділення на нуль. Оскільки представлення чисел з рухомою комою на цифровій машині має обмеження, ми також не хочемо ділити на надто маленьке число. Використовують два підходи для вибору опорного елементу на {\displaystyle i}-му кроці {\displaystyle LUP}-розкладу. Перший — вибрати найбільший елемент в {\displaystyle i}-му рядку, що дає значний виграш у числовій стійкості. Другий — вибрати найбільший елемент у доповненні Щура на отриманому {\displaystyle i}-му кроці. Цей підхід дає дуже маленький приріст числової стабільності порівняно з попереднім підходом, натомість вимагає значних затрат часу.

## Алгоритм
Є модифікованим методом Гауса і потребує 2n3 / 3 арифметичних операцій.
Позначимо як lij, uij, aij елементи матриць L,U та A відповідно. З означення LU-розбиття lij=0 (j>i), uij=0 (j<i), uii=1. Очевидно, що
{\displaystyle a_{ij}=\sum _{k=0}^{n-1}l_{ik}u_{kj}=\sum _{k=0}^{i-1}l_{ik}u_{kj}+l_{ii}u_{ij}+\sum _{k=i+1}^{n-1}l_{ik}u_{kj}=\sum _{k=0}^{i-1}l_{ik}u_{kj}+l_{ii}u_{ij}}
{\displaystyle a_{ij}=\sum _{k=0}^{n-1}l_{ik}u_{kj}=\sum _{k=0}^{j-1}l_{ik}u_{kj}+l_{ij}u_{jj}+\sum _{k=j+1}^{n-1}l_{ik}u_{kj}=\sum _{k=0}^{j-1}l_{ik}u_{kj}+l_{ij}u_{jj}},
(тут n — розмір матриці А)
Звідки легко в явній формі отримати вирази для елементів матриць L та U:
{\displaystyle l_{ij}=a_{ij}-\sum _{k=0}^{j-1}l_{ik}u_{kj}\ (i\geq \ j)}
{\displaystyle u_{ij}={1 \over l_{ii}}\left[a_{ij}-\sum _{k=0}^{i-1}l_{ik}u_{kj}\right]\ (i<j)}

## Застосування

### Розв'язок СЛАР
Якщо в рівнянні
{\displaystyle Ax=LUx=b\,}
задано A та b. Тоді розв'язок отримується в два кроки:
1. Розв'язуємо рівняння {\displaystyle Ly=b} і знаходимо y
2. Розв'язуємо рівняння {\displaystyle Ux=y} і знаходимо x.

### Обернена матриця
Матриці L та U можуть використовуватись для обчислення оберненої матриці: 
{\displaystyle \ A^{-1}=U^{-1}L^{-1}.}

### Обчислення детермінанта
Після застосування LU-розкладу детермінант може бути обчислений через добуток детермінантів матриць L та U. А детермінанти цих матриць рівні добутку діагональних елементів:
det(A)=det(LU)=det(L)det(U)={\displaystyle (\prod L_{i,i})}{\displaystyle (\prod U_{i,i})}

## Дивись також
- Теорія матриць